# 1936 Lugano
Lugano (asteroide 1936) é um asteroide da cintura principal com um diâmetro de 24,81 quilómetros, a 2,3045892 UA. Possui uma excentricidade de 0,1383288 e um período orbital de 1 597,63 dias (4,38 anos).
Lugano tem uma velocidade orbital média de 18,21238312 km/s e uma inclinação de 10,25252º.
Esse asteroide foi descoberto em 24 de Novembro de 1973 por Paul Wild.